# Vale Pereiro
Vale Pereiro é uma povoação portuguesa do Município de Alfândega da Fé que foi sede da extinta Freguesia de Vale Pereiro, freguesia que tinha 9 km² de área e 64 habitantes (2011), e, portanto, uma densidade populacional de 7,1 hab/km².
A Freguesia de Vale Pereiro foi extinta (agregada) em 2013, no âmbito de uma reforma administrativa nacional, tendo sido agregada às freguesias de Saldonha e Agrobom, para formar uma nova freguesia denominada União das Freguesias de Agrobom, Saldonha e Vale Pereiro com sede em Agrobom.

## População
| População da freguesia de Vale Pereiro (1864 – 2011) | População da freguesia de Vale Pereiro (1864 – 2011) | População da freguesia de Vale Pereiro (1864 – 2011) | População da freguesia de Vale Pereiro (1864 – 2011) | População da freguesia de Vale Pereiro (1864 – 2011) | População da freguesia de Vale Pereiro (1864 – 2011) | População da freguesia de Vale Pereiro (1864 – 2011) | População da freguesia de Vale Pereiro (1864 – 2011) | População da freguesia de Vale Pereiro (1864 – 2011) | População da freguesia de Vale Pereiro (1864 – 2011) | População da freguesia de Vale Pereiro (1864 – 2011) | População da freguesia de Vale Pereiro (1864 – 2011) | População da freguesia de Vale Pereiro (1864 – 2011) | População da freguesia de Vale Pereiro (1864 – 2011) | População da freguesia de Vale Pereiro (1864 – 2011) |
| ---------------------------------------------------- | ---------------------------------------------------- | ---------------------------------------------------- | ---------------------------------------------------- | ---------------------------------------------------- | ---------------------------------------------------- | ---------------------------------------------------- | ---------------------------------------------------- | ---------------------------------------------------- | ---------------------------------------------------- | ---------------------------------------------------- | ---------------------------------------------------- | ---------------------------------------------------- | ---------------------------------------------------- | ---------------------------------------------------- |
| 1864                                                 | 1878                                                 | 1890                                                 | 1900                                                 | 1911                                                 | 1920                                                 | 1930                                                 | 1940                                                 | 1950                                                 | 1960                                                 | 1970                                                 | 1981                                                 | 1991                                                 | 2001                                                 | 2011                                                 |
| 312                                                  | 370                                                  | 275                                                  | 337                                                  | 306                                                  | 244                                                  | 357                                                  | 313                                                  | 295                                                  | 283                                                  | 193                                                  | 198                                                  | 125                                                  | 92                                                   | 64                                                   |

## Personalidades ilustres
- Visconde de Vale Pereiro